# Walther Sundermeyer
Walther Sundermeyer (* 28. Juni 1900 in Linden; † 15. Dezember 1977 in Göttingen) war ein deutscher Verwaltungsjurist sowie Landrat.

## Leben
Sundermeyer besuchte das Auguste-Viktoria-Gymnasium in Linden, studierte ab Sommersemester 1918 Rechtswissenschaften in Göttingen und wurde dort Mitglied des Corps Teutonia. 1922 bestand er das Referendarexamen. Wenig später promovierte er zum Dr. jur. Als damals jüngster Regierungsreferendar in Preußen trat er in die preußische Verwaltungslaufbahn ein. 1924 legte er in Berlin die zweite Staatsprüfung ab. Sundermeyer wurde Regierungsassessor beim Landratsamt in Neustettin, dann Regierungsrat in Aachen und Schleswig. Nach der deutschen Besetzung der Grenzgebiete der Tschechoslowakei im Oktober 1938 wurde er kommissarisch als Landrat im Landkreis Luditz eingesetzt. Von August 1939 bis 1945 war er Landrat sowie Kur- und Badekommissar in Landkreis Marienbad im Reichsgau Sudetenland. Im Mai 1945 kam er in amerikanische Internierung.
Nach seiner Entnazifizierung erhielt Sundermeyer 1949 eine Stelle bei der Regierung in Osnabrück. 1952 wurde er als Oberregierungsrat in das niedersächsische Sozialministerium berufen. 1955 wurde er Ministerialrat im Ministerium des Innern, 1956 stellvertretender Bevollmächtigter des Landes Niedersachsen beim Bund in Bonn, zuletzt als Ministerialdirigent. 1965 trat er in den Ruhestand.
Wolfgang Sundermeyer ist ein Sohn.

## Auszeichnungen
- Großes Bundesverdienstkreuz (1965)